# L'être las - L'envers du miroir
L'être las - L'envers du miroir es el álbum de la banda de Dark Wave de Francia, Dark Sanctuary. Incluye el primer sencillo de la banda, Vie éphémère. Ha teniendo éxito en Francia y Alemania.[cita requerida]
Fue grabado en marzo de 2002 y puesto a la venta en febrero de 2003 bajo el sello de Wounded Love Records. Su duración total es de 73:09.
- Datos: Q5961263